# دون سميث (لاعب هوكي الجليد)
دون سميث (بالفرنسية: Don Smith)‏ (و. 1887 – 1959 م) هو لاعب هوكي الجليد كندي، ولد في كورنوال، أونتاريو، توفي عن عمر يناهز 72 عاماً.

## روابط خارجية
- دون سميث على موقع دوري الهوكي الوطني (الإنجليزية)
- دون سميث على موقع قاعة مشاهير الهوكي (لاعب أن.إتش.أل) (الإنجليزية)
- دون سميث على موقع EliteProspects.com (الإنجليزية)
- دون سميث على موقع HockeyDB.com (الإنجليزية)
- دون سميث على موقع Hockey-Reference.com (الإنجليزية)